# Хаджі-Дауд Мюшкюрський
Хаджі-Дауд Мюшкюрський (*Гьажи-Давут Муьшкуьрви, д/н —1728) — володар Ширвану та Лезгістану, Шемахський хан у 1723–1728 роках.

## Життєпис

### Перше антиперське повстання
Походив з родини заможних узденів. народився у с. Деделі Мюшкюрського магалу (об'єднання сульських громад). Здобув гарну освіту по тим часам. Загалом знав окрім рідної лезгінської мови турецьку, перську, арабську. Давуд здійснив паломництво в Мекку і, отримавши титул «хаджі», став найвпливовішою духовною особою в Лезгістані. Скориставшись цим незабаром перебрав владу над рідним аулом.
З початком переслідувань шиїтами-персами у 1705–1707 роках проти сунітів-дагестанців Хаджі-Дауд спочатку висунув гасло війни сунітів з шиїтами, стверджуючи, що сам Аллах доручив йому з цією метою очолити загони повстанців. Більшість повстанців-лезгін, об'єднавшись під прапором Хаджі-Дауда, розгорнули широку кампанію проти перських залог. Останніх вдалось змусити відступити. Після цього Хаджі-Дауд уклав союз з Сурхай-ханом I Газікумухським та Ахмед-ханом III, уцмієм Кайтазьким, проти Персії.
Разом із своїми союзниками рушив до Шемахі у 1711 році, проте не зумів її захопити. Інші свої загони спрямував до Дербента. Але не зумів досягти успіху. Тому перейшов до раптових рейдів та партизанської тактики проти іноземних загарбників. Загони повсталих у 1712 році дійшли до Гянджі. Втім не зуміли зайняти жодного великого міста у південному Дагестані та Азербайджані.

### Друге антиперське повстання
У 1719 році потрапив у полон до персів й був запроторений до Дербентської в'язниці. У в'язниці Хаджі-Дауд провів близько півроку. Він втік звідти за допомогою друзів, які скористалися поглибленням політичної кризи в Сефевідській Персії, а також ослабленням влади перських намісників в Азербайджані. Він знову повернувся до керівництва повстанням. Досвід перших років боротьби з персами навчив його критично оцінювати досягнуті успіхи і ретельніше готувати військові операції.
У червні 1720 році повстанці під керівництвом Хаджі-Дауда взяли в облогу місто Шабран, розташоване в історичній області Мюшкюр. Незабаром вдалося знищити перську залогу. Після цього було зайнято фортецю Худат. Забезпечивши собі міцний тил, Хаджі-Дауд знову зустрівся з Сурхайн-ханом I Газікумухським, щоб спільно продовжити і розширити боротьбу з Сефевідами. Для початку вони планували зайняти Баку, але зазнали поразки від перського військовика Дергах-Кулі-хана.
Хаджі-Дауд спочатку відійшов на вихідні позиції, але, через деякий час, знову став турбувати перські гарнізони в Кубі та Дербенті. Боротьба йшла з перемінним успіхом, втім військові невдачі, а також досить наполегливий опір Сефевідів привели Хаджі-Дауда до думки про необхідність знайти союзника за межами Кавказу. Спочатку у квітні 1721 року вступив у листування з астраханським воєводою І.Кікіним щодо отримання допомоги від росіян. Проте Хаджі-Дауд відмовився від пропозиції імператора Петра I стати російським підданцем.
Хаджі-Дауд продовжував збирати війська. З ним підтвердив союз Ахмед-хан III, уцмій Кайтазький, Махмуд та Ахмад, володар Куткашена. Зібравши достатні сили, Хаджі-Дауд спільно з Газікумухським ханом, Кайтазьким уцмієм, Цахурським султаном, Куткашенським меліком та іншими ватажками повстанців розпочав похід на Шемаху. Перед облогою відбувся запеклий бій з перським військом Мухаммад-хана, в якій прихильники Сефевідів, незважаючи на трикратне перевагу в силах, зазнали нищівної поразки. Після тривалої облоги Шемаха була захоплена.
Падіння Шемахи сильно налякало феодальних правителів — намісників перського шаха в Гянджі та Єревані. Останні звернулися за допомогою до шаха Тахмаспа II, але той не міг допомогти. У цих умовах намісник Єревану, зібравши велике військо, вдерся в межі Ширвану. Проте на цьому каральний похід перського намісника перервався, бо Хаджі-Дауд, випереджуючи ворога, переправився через річку Куру і завдав супротивникові нищівного удару. Окремі загони цієї армії що розсіялася переслідувалися повстанцями аж до Гянджі, Карабаху і Єревану. Незабаром загони повстанців встановили свій контроль над містами Дізак, Вардан, Хачен, розташованих в Карабахській області.
У тому ж році частина повстанців взяла в облогу Гянджу, але взяти її не змогла через втручання Вахтанга VI, царя Картлі, який мав свої інтереси в Гянджі та прилеглих до цього міста територіях.

### Володар Ширвана та Лезгістану
У 1723 році Хаджі-Дауд вступив в союз з Османською імперією, яка визнало останнього Шемахським ханом. В цей час уздовж каспійського узбережжя здійснював Перський похід імператор Петро I. Останній намагався перетягнути на свій бік Хаджі-Дауд, але марно. Незабаром на допомогу Хаджі-Дауд у Ширвані надійшов потужний османський загін. У відповідь росіяни зайняли Баку, підпорядкуваши Сал'янське та Талиське ханства.
12 липня 1724 року укладено Стамбульський мирний договір між Османською та Російською імперіями, згідно з яким західне узбережжя Каспію відходило до Росії, а весь Західний Кавказ і Північний Іран — до Туреччини. Хаджі-Дауд залишався володар передгірних областей Дагестану й Ширвану. У державі Хаджі-Дауда настав мирний період, він приступив до економічного відродження своїх територій.
У 1725 році Османська імперія захопило місто Гянджа, після чого вторглася до володінь Хаджі-Дауда. Він дав рішучу відсіч османській армії, яка незабаром розсіялася. Після цього знову настало короткочасне затишшя, а Хаджі-Дауд знову взявся за перервану справу — мирне облаштування своїх територій.
Водночас Хаджі-Дауд намагався знайти союзників проти османів, для чого звернувся до російського уряду Катерини I, проте не досяг результату. Але відмовився від пропозиції перського шаха об'єднатися. У 1726 році Хаджі-Дауд оголосив себе повністю незалежним.
У травні 1728 році Хаджі-Дауду, його родині, братам, іншим близьким родичам і найбільш вірним сановникам надійшла пропозиція від османського султана приїхати з візитом дружби в Гянджу. Хаджі-Дауд, не підозрюючи про зраду, прийняв цю пропозицію. У Гянджі його разом з прихильниками заарештували і, поки звістка про це не дійшла до повстанців, всіх спішно відправили на острів Кіпр, де той незабаром помер.

## Афоризми Хаджі-Дауда
- Якщо собака кусає, їй потрібна або кістка, або палиця.
- Сміливий початок наближає перемогу.
- Рана від шаблі заживає, рана від слів — ні.
- На кулачний удар відповідай кулаками, на ляпас — кинджалом.
- Народ ніколи не винен — винен керівник.
- Немає у Мусліма страху, крім гніву Аллаха!
- Якщо взявся душити — души до кінця.

## Пам'ять
- Народна пісня «Гьажи-Давудакай мани» («Пісня про Хаджі-Дауді»).
- Відомо також вірш, підписаний самим Хаджі-Даудом, в якому автор засуджує такі людські якості як заздрість, лукавство, жадібність, закликає до високої моральності й моралі.